# Proasellus boui
Proasellus boui är en kräftdjursart som beskrevs av Henry och Guy Magniez 1969. Proasellus boui ingår i släktet Proasellus och familjen sötvattensgråsuggor. Inga underarter finns listade i Catalogue of Life.